# 香港大沙葉
香港大沙葉（學名：Pavetta hongkongensis），別稱茜木或滿天星，為茜草科大沙葉屬植物。於1850年由美國人懷特（Charles Wright）在香港島發現並製成模式標本，但直到1934年才以香港命名為新品種植物。

## 分佈
香港大沙葉是香港原生植物，生於山地疏林下或灌木叢中，在香港屬常見植物，中國海南、廣東、廣西及雲南和菲律賓也有分佈。

## 形態特徵
香港大沙葉為灌木或喬木，成長時可高達4米。葉對生，具茜草科植物有明顯托葉的特點，長圓形，薄紙質，葉片具點狀的固氮菌瘤－「蟲癭」，在陽光底下呈密佈瘤點，多如天上繁星，故俗名「滿天星」。花成漏斗狀，色潔白，聚生在一起密生枝頂，有四片花瓣，花柱細長而伸出花冠外，花序大，直徑可達15厘米，具觀賞價值，花期為3-8月。漿果球形，具2小核。果期為6-12月。

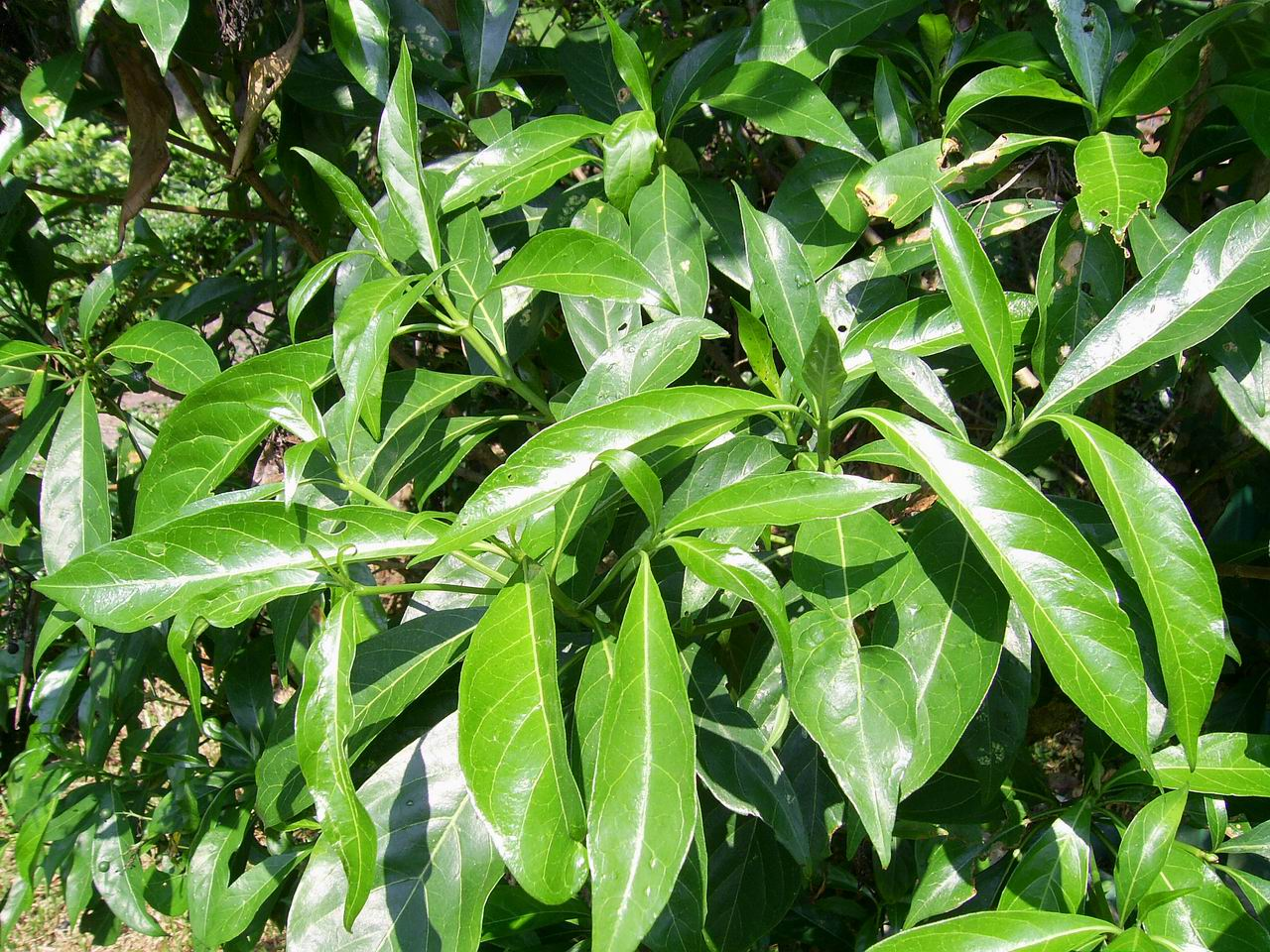
香港大沙葉葉片
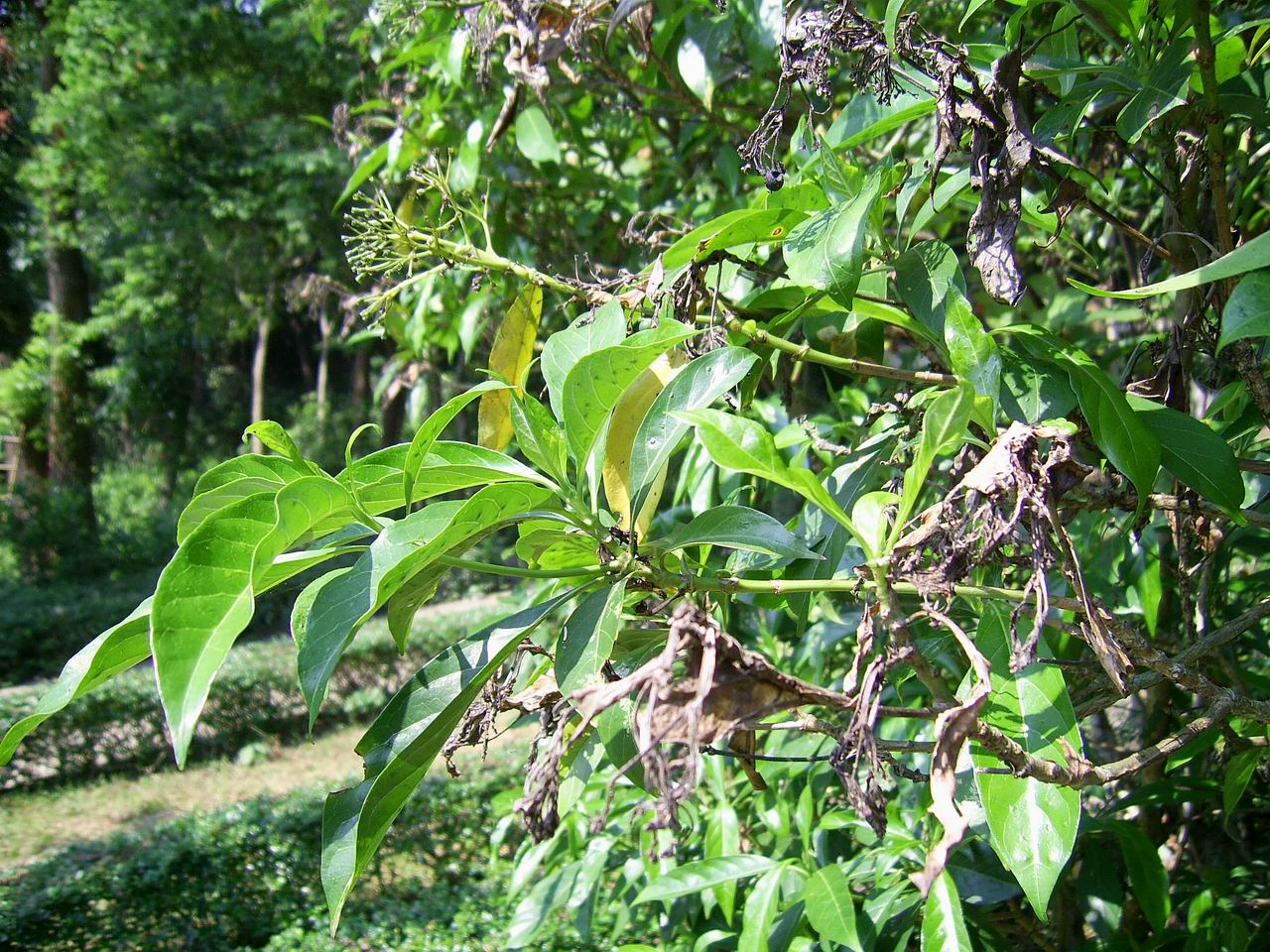
葉上佈滿固氮菌瘤及枯萎的花序

全株可入藥，性寒，味苦澀，可清熱解暑，活血祛瘀。

## 外部連結
- 香港植物標本室：以香港命名的植物
- 樹木谷：香港大沙葉 （页面存档备份，存于）
- 生態日記：香港大沙葉
- 香港大沙葉 Xianggangdashaye （页面存档备份，存于） 藥用植物圖像資料庫 (香港浸會大學中醫藥學院) （繁體中文）（英文）